# Kikeletnyitó téltemető
A kikeletnyitó téltemető (Eranthis hyemalis) a boglárkavirágúak (Ranunculales) rendjébe, ezen belül a boglárkafélék (Ranunculaceae) családjába tartozó faj. Az Eranthis nemzetség típusfaja. Magyarországon 1982 óta védett.

## Származása, elterjedése
Dél-Európában őshonos; eredeti előfordulási területe Franciaország, Olaszország és a Balkán északi fele.
Magyarországon nem őshonos, de nálunk a 17. században kezdett betelepítések után kivadult a kertekből, gyümölcsösökből, parkokból, temetőkből, a csillagos nárciszhoz (Narcissus angustifolius) hasonlóan főleg a kolostorkertekből vadulhatott ki. Elsősorban a Dunántúlon (Dunántúli-középhegység: Pannonhalmi-dombvidék, Balaton-felvidék, Bakony, Budai-hegység, Pilis; Dunántúli-dombság: Zselic, Külső-Somogy; Alpokalja: Balfi-dombvidék; Kisalföld; Alföld: Mezőföld) és az Északi-középhegység egyes részein (Zemplén, Bükk) fordul elő. Budapesten a Gellért-hegyen és a Margitszigeten is megtekinthető.

## Megjelenése, felépítése
Apró termetű, 8–18 cm magas, szőrtelen (kopasz), lágy szárú növény. Szárgumóból kifejlődő, hengeres szárú, felálló hajtásának végén hozza 2–4 cm átmérőjű, magányos virágát. Habár virágtakarója egyneműnek tűnik (vagyis mintha csak lepellevelei lennének), valójában azonban kétnemű: az aranysárga színű, „szirmokra” emlékeztető levelek a csészelevelek (számuk többnyire 6, de 5 és 8 között változhat), míg a sziromlevelek rovarcsalogató mézfejtőkké módosultak. A lepelszerű csészelevelek hosszúkás elliptikusak, a közepüknél a legszélesebbek, legfeljebb 2 cm hosszúak; a belsők lehetnek keskenyebbek. A mézfejtők ugyan nyelesek, de így is csak legfeljebb a csészelevelek közepéig érnek, zsákszerűek vagy serleg alakúak. Számos porzó veszi körül a 4−8, csőrös magházat, amelyek mindegyikében több magkezdemény található. A virág alatt közvetlenül gallért formál a száron örvösen álló három fakózöld színű, ujjasan szeldelt, szálas sallangú fellevél (gallérozó fellevelek, fellevélörv). Lomblevelei tőlevelek, nyelük hosszú, lemezük fényes, élénkzöld, kerekded és a gallérozó fellevelekhez hasonlóan ujjasan szeldelt, rendszerint hétosztatú. Termése többmagvú tüszőtermések alkotta úgynevezett tüszőcsokor, a magvak 2 mm-esek, szögletesek.

## Életmódja
Mediterrán flóraelemként a magyar flóra részévé vált. Főleg a gyertyános–tölgyesekben, különösen a cseres–tölgyesekben (cseres–kocsánytalan tölgyesekben), illetve a  keményfa-ligeterdőkben telepedett meg.
Geofita évelő növény, amely nagyobb telepekben nő. A föld alatt található szárgumója telel át, és ebből hajt ki, szép virágszőnyeget hozva létre. Magyarországon január végén, illetve februárban virágzik valamely átmeneti felmelegedés után. Virágzása kellő hideghatás, vagyis amikor hideg és kemény tél után lesz erőteljes. Tőlevelei csak a virágzás vége felé vagy utána jelennek meg.
Kedveli az üde, csak kissé nyirkos, mérsékelten száraz, tápanyagban dús, humuszos, mély rétegű, semleges vagy kissé meszes, laza talajokat, a fényigényét illetően pedig inkább a félárnyékos helyeket.
A virág bimbója még bókoló, a virágszár csak kinyíláskor egyenesedik fel. Felhős időben vagy napnyugtakor virága becsukódik. Főleg legyek porozzák be.
Április–májusban másodjára is virágozhat. Tavasz végére a növény minden része a föld alá húzódik vissza. Termése még a tavasszal beérik, kiszóródó magvait a hangyák terjesztik. Ősszel a magok kedvező körülmények között kicsíráznak, a csírából fejlődő növény azonban csak néhány év múlva fordul termőre.

## Felhasználása
Dísznövény, Magyarországon a 17. század óta ültetik.
Mérgező.

## Egyéb
Mivel gyakran már február végén virágba borítja az erdők avarját, ezért télikének is nevezik. Sokan úgy tartják, hogyha kinyílik a téltemető, megérkezett a tavasz.

## Képek

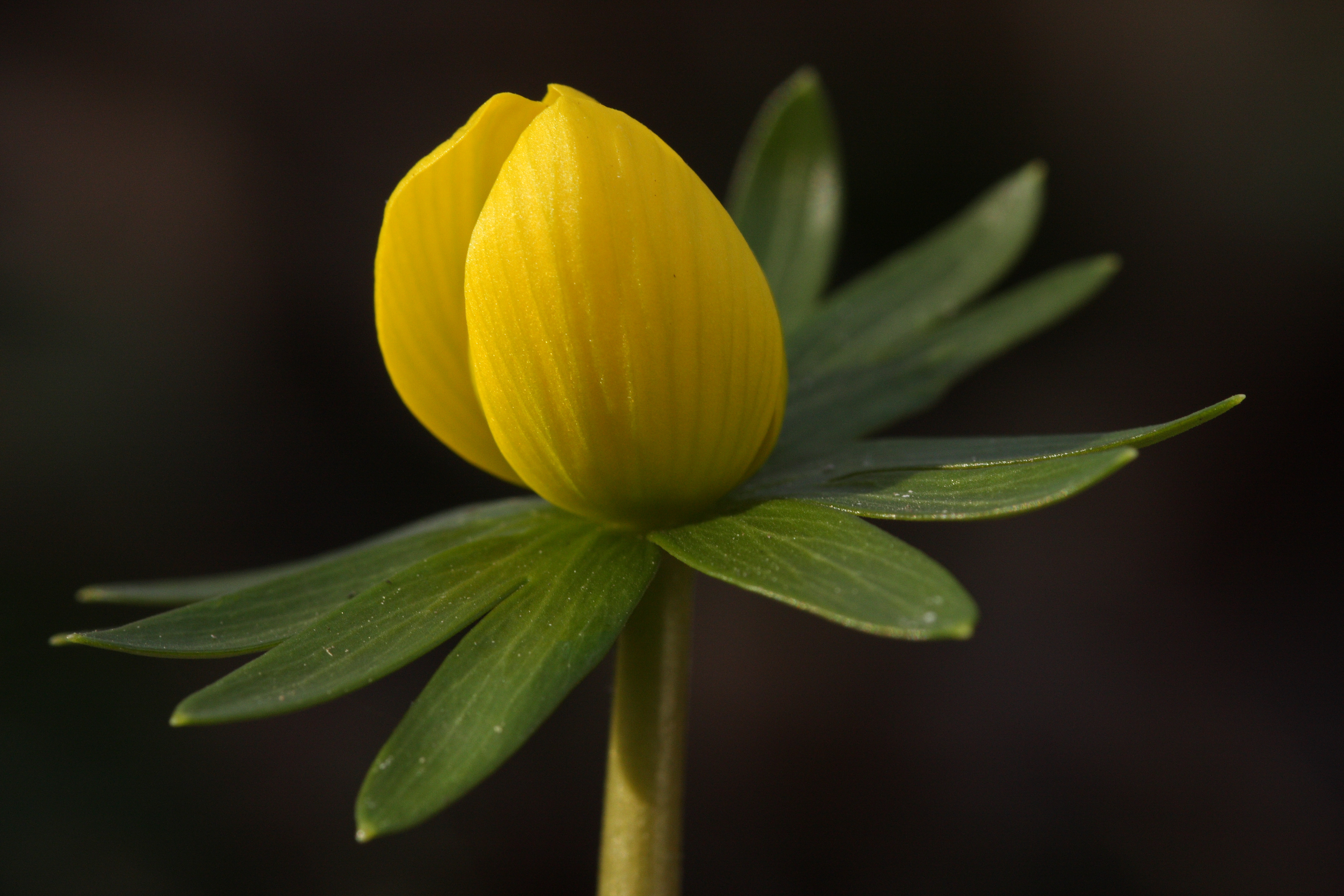
Téltemető a Pannonhalmi Tájvédelmi Körzetben
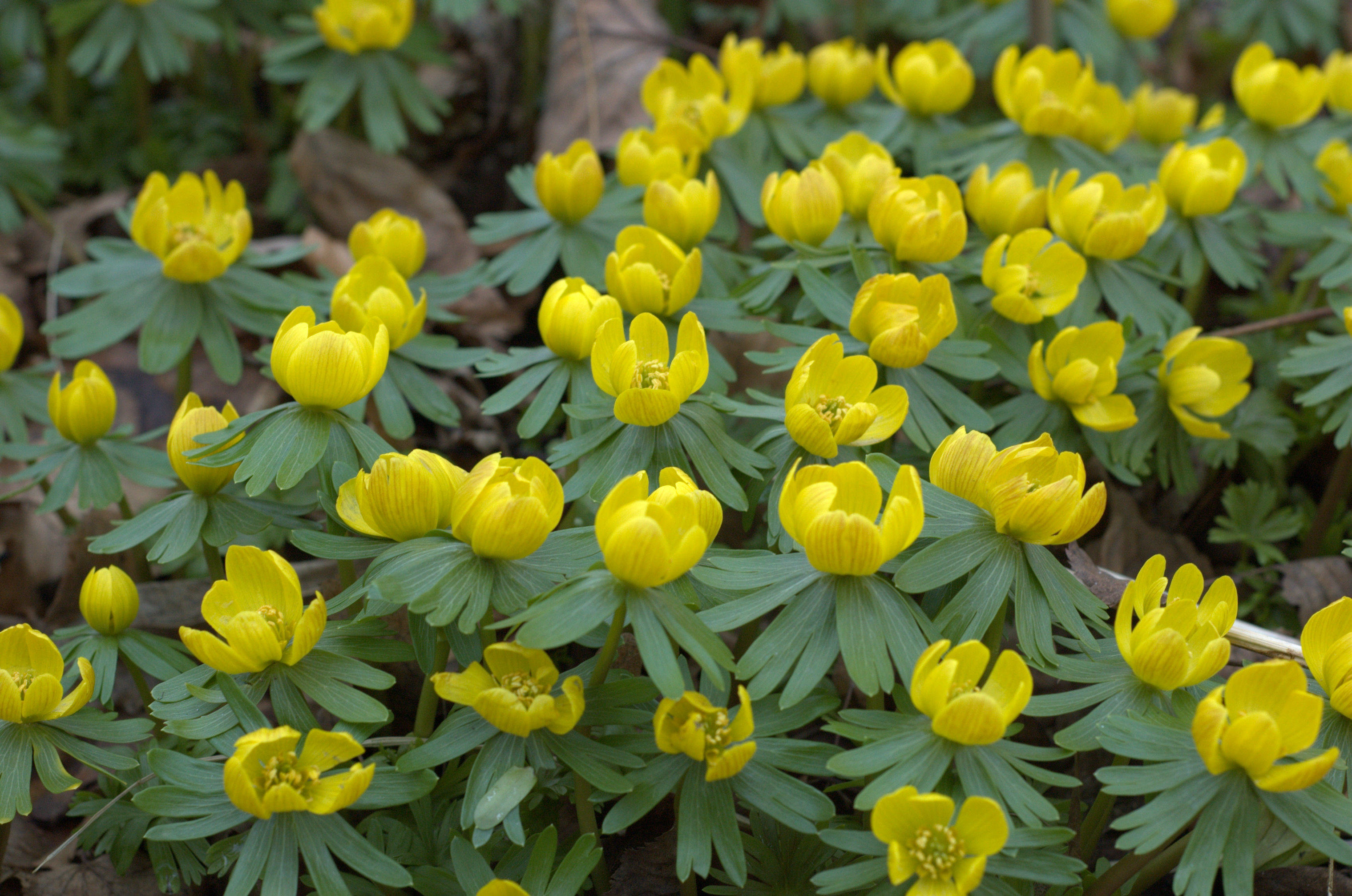
Téltemetők
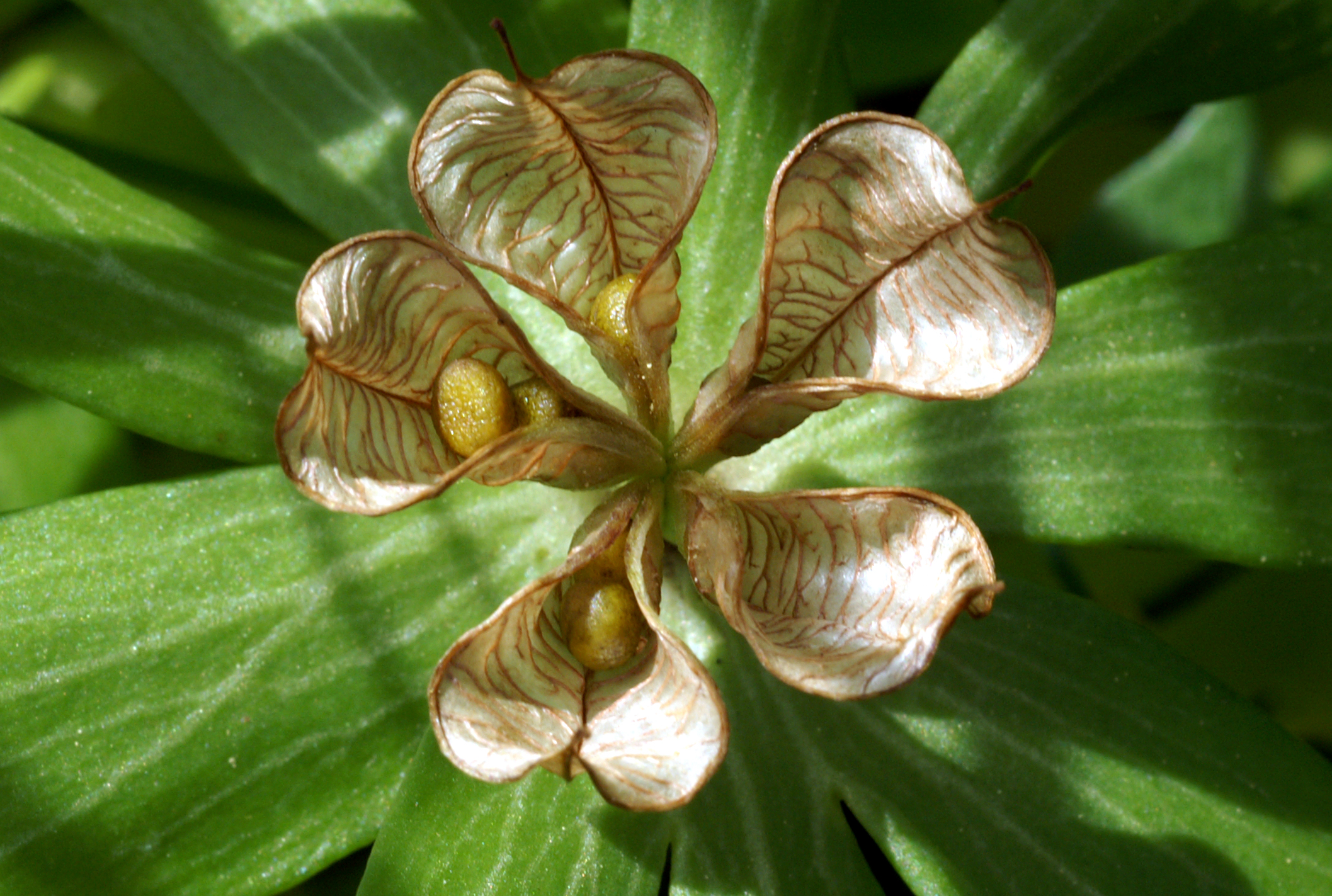
Tüszőtermések
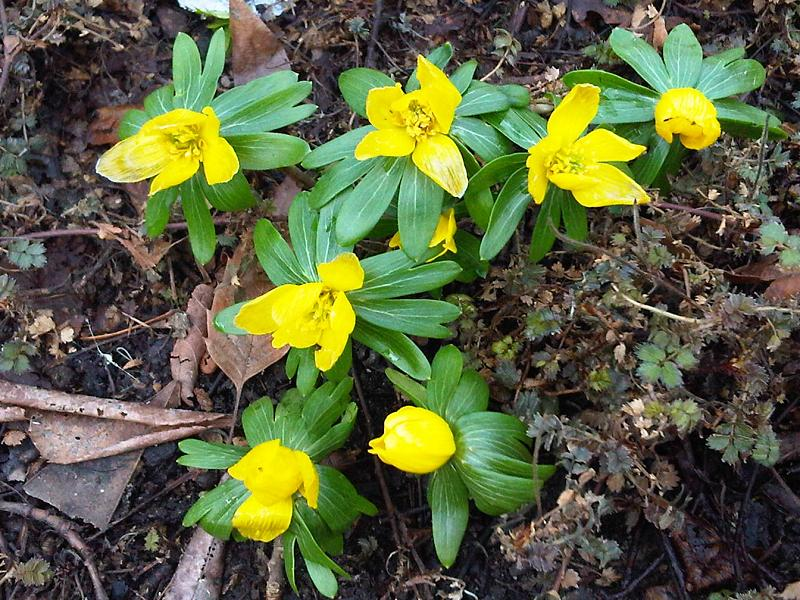
Téltemető virágok az angliai Királyi Botanikus Kertekben